# Láscar
Láscar – stratowulkan zlokalizowany w Andach w północnej części Chile w regionie Antofagasta o wysokości 5592 m n.p.m.